# One in a million
One in a million är andra albumet av den svenska artisten Bosson, släppt 2001

## Låtlista
1. "One in a Million" - 3:34
2. "I Believe" - 3:51
3. "We Live" - 3:46
4. "Where Are You?" - 4:05
5. "Over the Mountains" - 4:13
6. "Hole in My Heart" - 3:00
7. "I Don't Wanna Say Goodbye" - 3:46
8. "Stay" - 3:20
9. "All Because of You" - 3:34
10. "Let Your Soul Shine" - 3:17
11. "This Is Our Life" - 4:00
12. "We Will Meet Again" - 4:35
13. "One in a Million" [Remix] - 3:29